# راغنفالد بودتكر
راغنفالد بودتكر هو مؤرخ ومهندس نرويجي، ولد في 29 يونيو 1859، وتوفي في 22 مارس 1946.